# Суков, Владимир Всеволодович
Владимир Всеволодович Суков (10 сентября 1865/1866, д. Шах-Мурза под Старым Крымом — 1942, Ленинград) — российский советский живописец и график.

## Биография
В. Суков родился в дворянской семье, его отец был подполковником корпуса лесничих. Начальное образование получал сначала в Феодосийской мужской гимназии, потом в Бердянске. В 1884 году он поступил на физико-математический факультет Петербургского университета, где окончил четыре курса. Был исключен из университета в 1889 году за участие в студенческих волнениях. Систематического художественного образования Суков не получил, живописью начал заниматься уже будучи в достаточно зрелом возрасте, совмещая её с конторской службой. 
Активно посещал музеи, интересовался импрессионистами, четыре года подряд, по два месяца в год жил за границей. Суков побывал во Франции, Италии, Англии, Бельгии, Нидерландах. В Париже учился у К. А. Коровина, влияние которого оказалось ключевым в формировании Сукова как художника.
С началом русско-японской войны Суков был призван в армию. После демобилизации снова совершил поездку за границу, посетив, на этот раз, Италию и Францию. Более всего его привлекало творчество Мане, Моне, Ренуара, ван Гога, которых он называл своими учителями. Работал в жанрах пейзажа, портрета, натюрморта. Кроме станковой живописи занимался сценографией и оформительской работой. Был членом «Общины художников».
Выставляться В. Суков начал только в 1921 году, с Третьей периодической выставки «Общины художников». Участвовал в выставках в Москве, Кисловодске, Баку, Кронштадте. Его персональные выставки прошли в Ленинграде в 1927 и 1930 годах. С 1930 года принимал участие во всех крупных выставках художников Ленинграда.
В. Суков преподавал в 1923—1930 годах в СЦВОСА ЛООНО, в 1930-1931 в ФЗУ им. Мюнценберга. С 1932 по 1933 года — доцент живописного факультета ИЖСА, в 1933-1934 годах преподавал там же на подготовительных курсах.
В. Суков умер в 1942 году во время блокады Ленинграда. Произведения В. Сукова хранятся в музеях Петербурга (Русский музей), Саратова и других городов.
Частью исследователей (Ефимов, Мочалов, Струкова) Суков причисляется к художникам ленинградской пейзажной школы, сформировавшейся в 1930-х годах. Как отмечает искусствовед П. Ефимов, городской пейзаж был ведущей темой в творчестве художника, достаточно сильно, в отличие от других представителей школы, зависевшего от творческого метода импрессионистов:
«Большие, пёстрые, очень напряжённые по цвету, несколько необычные по своей формальной структуре картины и этюды <…> представляют собой весьма своеобразное явление внутри ленинградской пейзажной школы. Открытый цвет, валёрная живопись, густая или прозрачная „вязкость“ фактуры с рельефным наложением мазков, условность формы, смелые эксперименты с пространственным построением картины или этюда…»